# Quiroga (Bogotá)
Quiroga es un barrio del sur de Bogotá, perteneciente a la UPZ del mismo nombre, dentro de la localidad de Rafael Uribe Uribe, dividida en tres sectores y nueve etapas. Su área total netamente urbana es de 297 787 m².

## Geografía
De carácter urbano, situado al comienzo del piedemonte de los cerros orientales de Bogotá (en dirección norte - occidente) y la única zona forestal e hidríca que dispone es el Canal de La Albina. Posee varios parques para uso deportivo al aire libre y recreación, así como el Polideportivo Cubierto (situado en la calle 31 sur con carrera 23).   

### Límites
| Noroeste: El Claret (Calles 36 a 42 Sur - Carrera 25)          | Norte: Bravo Páez y Murillo Toro (Calle 32 a 36 Sur - Carrera 24) | Nordeste: Santiago Pérez, El Libertador y Centenario (Calles 28 a 32 Sur-Carrera 24) |
| Oeste: Santa Lucía (Avenida Caracas a Carrera 25-Calle 42 Sur) |                                                                   | Este: El Olaya (Avenida Caracas a Carrera 24-Calle 28 Sur)                           |
| Suroeste: San Jorge Sur (Calle 41 Sur-Avenida Caracas)         | Sur: El Pesebre (Calles 32B a 41 Sur - Avenida Caracas)           | Sureste: Gustavo Restrepo (Calles 28 a 32B Sur-Avenida Caracas)                      |

## Historia
Debe su nombre a una de las fincas de la Sabana de Bogotá por las que se subdividió en 1600, la hacienda del español Alonso Ruiz de Salamanca, que comprendía casi toda la localidad 18. Con el tiempo empezó a disminuirse hasta llegar a su extensión actual de barrio. Se fundó en noviembre de 1950, siendo en un principio un centro de cultura con interés artístico. 
Bajo la administración del presidente colombiano Gustavo Rojas Pinilla, se construyeron 300 casas como parte del proyecto de planificación urbana de la ciudad a cargo del Instituto de Crédito Territorial, razón por la cual gran parte de su suelo es de uso residencial. La mayoría de las viviendas fueron construidas con cubiertas abovedadas como parte de un experimento constructivo económico para la clase media. 
El 29 de octubre de 2004, fue objeto de un ataque terrorista de las FARC en la Avenida Caracas.

## Actividades socioeconómicas
La actividad comercial se limita a las Carrera 24 (Avenida Mariscal Sucre), la Carrera 23 y la Calle 32 sur, la calle 40 sur y la calle 28 sur donde hay pequeñas empresas de origen familiar (panaderías, farmacias, misceláneas, alimentos, ferreterías, salones de belleza, cibercafés, supermercados y papelerías). La industria es escasa y cuando se presenta es sobre todo en manufactura.
El sector servicios están la banca, la salud y la educación (5 colegios públicos y 4 privados, así como jardines infantiles).
El barrio cuenta con todos los servicios públicos esenciales y accesos a servicios complementarios como Internet y Televisión por cable.

## Acceso y vías
El barrio es enlace estratégico entre el centro y sur de Bogotá y buena parte de las vías están en buen estado, usadas principalmente en transporte público. Las más utilizadas son la Avenida Caracas, Carrera 24, Avenida Quiroga (Calle 36 sur), Calles 31, 32, 33 y 40 Sur.
Además posee alamedas como la Avenida calle 36 sur, algunos de ellos, fueron reparados en su totalidad en el año 2012.

## Rutas SiTP

### Servicios troncales
- : Estaciones Quiroga y Calle 40 Sur.

### Servicios alimentadores
El Sistema TransMilenio provee de servicio de alimentación a este barrio por:
- ruta 7.3 El Inglés, con los paraderos de alimentación y desalimentación en la Carrera 23 con Avenida Quiroga (Cl 36 sur) al frente del IED Bravo Paez.

### Servicios zonales
- C27 La Estancia-Normandia:[4] Paraderos en la Avenida Carrera 24

## Instituciones
El barrio Quiroga actualmente es sede de varias instituciones públicas de la localidad de Rafael Uribe Uribe como la Alcaldía Menor, la Junta Administradora Local y el CADEL.. Para las labores comunitarias existen las Juntas de Acción Comunal de Quiroga Central y la de VIII y IX Etapas.

## Sitios Importantes
- Alcaldía Local Rafael Uribe Uribe
- Polideportivo del Quiroga
- Iglesia San Luis Gonzaga
- Iglesia San Ignacio de Loyola
- Capilla de La Iglesia de Jesucristo de los Santos de los Últimos Días

## Educación
Dispone de varios planteles educativos, todos con educación básica y media:
- Colegio Mayor del Quiroga
- IED Quiroga Alianza-Gabriela Mistral (Sede Quiroga)
- Colegio Nacional Restrepo Millán
- Colegio Femenino Clemencia de Caycedo
- Colegio Parroquial de Nuestra Señora
- Colegio Parroquial de San Luis Gonzága
- IED Bravo Paez
- IED Clemencia Holguin de Urdaneta

## Hijos ilustres
- William Vinasco Ch., periodista deportivo y empresario de radio.[6]
- Nelly Moreno, actriz
- Silvio Ángel, actor
- Luis Fernándo Orozco, actor
- Omar Sánchez, actor
- Julio Pachón, actor
- Grupo musical Alquimia La Sonora
- Antanas Mocus, Polotico